# María Esther García López
María Esther García López (La Degollada, Valdés) es maestra, licenciada en Pedagogía, y experta en Filología Asturiana por la Universidad de Oviedo, donde posteriormente cursó estudios de doctorado, obteniendo el título de Estudios Avanzados en el año 2000.
Es miembro correspondiente de la Academia de la Llingua Asturiana, y recientemente (2022) recibió el título de Doctora Honoris Causa en el Ateneo de Madrid.
Escritora y poeta destacada en asturiano y castellano, tiene publicados medio centenar de títulos de poesía, narrativa y una extensa obra de literatura infantil y juvenil, además de varios títulos de didáctica y de investigación histórica y etnográfica.
Su obra forma parte de varias antologías y su poesía está traducida al italiano, japonés y francés. Sus poemas se exhiben en distintos lugares públicos: Parque de la Vida (Valdés), Cudillero, Oviedo, Castrillón, Candás y Gijón.
Sus poemas han sido musicalizados por distintos compositores, entre otros, por: Ernesto Paredano, Joaquín Pixán, Jorge Muñiz, Jesús Gabito, Julia Urdiales, Ana Silva, y recientemente por Haim Álvarez (álbum: Por un puñado de versos).
Es coautora de los primeros libros de texto para la enseñanza del asturiano en Enseñanza Primaria (1995) y de Enseñanza Secundaria (2004).
Colaboradora en prensa: Eco de Luarca, La Voz de Occidente, La Voz de Asturias y desde el año 2002 colaboradora habitual en el periódico La Nueva España con artículos de opinión. También colabora en destacadas revistas literarias, culturales y de investigación, nacionales e internacionales.
Fue directora de dos espacios semanales en la Cadena SER de Avilés durante siete años y actualmente participa como tertuliana en el programa Asturias al día en la Radio Televisión del Principado de Asturias.
Tiene en su haber varios premios tanto en poesía como en narrativa, además de otros galardones en reconocimiento a su trayectoria literaria y a su labor profesional, social y cultural en distintos ámbitos.
Ha impartido conferencias, coordinado y dirigido numerosos cursos, seminarios, jornadas, mesas redondas, recitales y otros eventos culturales relacionados con su profesión docente y su faceta literaria.
Traductora de textos del español al asturiano, destaca su participación en el Quijote Políglota, por encargo de la Biblioteca de El Toboso en el año 2016. La trilogía al Hórreo de editorial Pata Negra en la que participan 60 poetas de distintos puntos de España y 60 artistas gráficos y diversas traducciones puntuales en otros foros.
Es representante por Asturias en la Conferencia de Escritores y Escritoras de España recientemente creada.
Participó en el 1º Encuentro de Poetas Iberoamericanos, del 25 de septiembre al 4 de octubre de 2023 celebrado en México, en representación de Asturias y de España.
Ejerció su profesión de maestra, primero en Barcelona (La Roca del Vallés, San Juan de Torruella y Vilasart de Dalt) y más tarde en Asturias, en el colegio El Vallín de Piedrasblancas y posteriormente en el Instituto Isla de la Deva, donde se jubiló.
Lidera Asociaciones culturales y literarias: Vicepresidenta de la Asociación de poetas Valdesanos, vocal de la Asociación de Artistas Asturianas. Durante quince años, en la Asociación de vecinos de su parroquia, realizó una extensa labor de recuperación de tradiciones y actividades culturales, lúdicas y medioambientales.
En octubre de 2023, le fue otorgado el Doctorado Nobilis Causa por el Movimiento Proyecto Cultural Sur.
Actualmente es presidenta de la Asociación de Escritores y Escritoras de Asturias.

## Publicaciones destacadas
- El Tatuaxe (1998). Llectures pa neños. Coleición " La viesca les Lletres". Mieres. Editora Norte.
- Ḷḷuribaga, (2003), Coleición Llibrería Académica. Poesía n'asturianu Academia de la Llingua Asturiana.
- Zamparrampa: Poemas pa nenos ya nenas (2004): E. Madú.
- Tiempu d'iviernu (2005): Poemario E. Madú.
- Aventures del Quixote (2005) (Delles partes) Traducción al asturianu. E. Madú.
- Historias de Vida ya señas de muerte (2006) Granda, Siero. Madú Ediciones.
- Faraguyas (2007) Granda Siero. Madú Ediciones.
- Pisadas (2008)  Academia de la ligua Asturiana (Premiu Uviéu de poesía 2006)
- La maestra (2008). Premiu Xosé Álvarez. Uviéu. Centru Asturianu de Madrid. Ámbitu.
- Musical-landia (2008) Uviéu. E. Pintar-Pintar.
- Performance (2009) Rellatu premiáu nel concursu 2007 “Fernández Lema”. Uviéu. Editorial Trabe.
- Menú de Versos (2009) Uviéu. E. Pintar-Pintar.
- Deva y El Pitín (2010) Editorial Pintar-Pintar.
- A la gueta l'amor (2010) Rellatos. Editorial Trabe.
- Alredor de la Quintana: Animales y otros bichos (2013) E. Trabe.
- Quiero ser Arcu Iris (2014) Uviéu. E. Pintar-Pintar.
- Yo taba ellí (2015) E. Trabe
- Yo estaba allí (2016) E. Trabe.
- Deva, Flor de Primavera (2017) (en asturiano y castellano)
- Leo (2018, n'asturianu y castellanu, E. Setentayocho.
- Haikusnora (2019) E. Setentayocho.
- El color de los días. E. Bajamar (castellano) y El color de los días. E. Setentayocho (asturiano)
- La bruja en la Biblioteca. Álbum Infantil ilustrado. Editorial Tinta Chica (Oviedo, 2019)
- A veces el amor es azul. Editorial Fleming (Barcelona, 2020)
- Amor y deseo en tiempos virales. Ediciones Pata Negra. (Oviedo, 2022)
- Las Escuelas del Ave María de Arnao. Edición corregida y aumentada. E. Trabe (Oviedo, 2023)
- Andanciu/Andancia. Poemariu bilingüe ilustráu con grabaos de Sara Sanz. Editorial Trabe. 2023
- Literatura infantil: L'elefante Tante. Cuentu teatru en asturianu. Editorial Pintar Pintar. 2023
- Literatura infantil: El Elefante Tante. Cuento teatro en castellano. Editorial Pintar Pintar. 2023

### Antologías
- Antología Poética de Valdés, Ḷḷuarca. Asociación de Poetas “Alfonsu X El Sabio” 2001.
- Antoloxía de Muyeres Poetes Asturianes, S. XX Xixón Grupo Epona.2004
- Na boca de todos. Antoloxía Poética., Fundación Municipal de Cultura d'A Veiga. 2006.
- Curriverás. Antoloxía de poemes pa nenos de Primaria. Uviéu. Trabe. 2006.
- 5 minutos d'averamientu a la prosa asturiana moderna. Conseyería de Cultura, Gobiernu del Principáu d'Asturies. E. KRK. 2007
- Cuentos mínimos. Selmana de les Lletres Asturianes, 2007. Junta general del Principado de Asturias.
- Sentir que toi viva. Selmana de les Lletres Asturianes, 2008. Junta general del Principado de Asturias.
- Cuando la memoria fala. Antoloxía. Día de les Lletres Asturianes na emigració, 2008. conseyu de Comunidaes Asturianes.
- Caminos que nadie triara 2009, Junta general del Principado de Asturias.
- Una botella d'agua enllena de tierra vivo, 2010. Junta general del Principado de Asturias.
- Lletres Asturianes. Númberos lliterarios, 2003, 2004, 2005, 2006, 2007,2008, 2009, 2010.
- Aunque tú no estás. (2010) Varios autores. Asociación Amigos del país de Avilés. (Homenaxe a Miguel Hernández).
- Antología Homenaje a Miguel Hernández. (2011) Poemariu dirixíu por Harmonie Botella y Áurea López. Dellos autores. Punto Rojo Libros.
- Entre sin llamar. Poesía en Valdediós. Prólogu de José Luis García Martín Círculo cultural de Valdediós (2013)
- Lluvia de palabras, 2014. E. Nieva Avilés
- Mina de palabras (2015) E. Hifer . Asociación de Escritores de Asturias (Coordinadora)
- Primavera Eterna (2015) ) E. Hifer . Asociación de Escritores de Asturias
- Que nun se pierda nel aire (2016) Consejería de Cultura. Principado de Asturias.
- Luz de luna (poesía) (2016). Diversidad Literaria
- Oviedo, libro abierto (2017). Editorial TREA (Coordinadora)
- Poemas grabados en la Fonoteca THE Booksmovie de Zaragoza (Coordinadora)
- Disco Alebrix del compositor Ernesto Paredano. Poemes d'Esther García
- Lletres Femenín plural. Antoloxía dedicada al XXXVIII Selmana de les Lletres Asturianes, 2017. Junta general del Principado de Asturias.
- PoemAEs, antoloxía poética recitada. Coordinadora (2017)
- Haz versos con versos diversos. E. Nieva. Avilés (2018)
- El abrazo del Nogal De Daimud. Trilogía Lorquiana (2016-2019. Tomo III,  POETAP. Poetas de la Tierra y amigos de la poesía.
- Haikus III. Diversidad Literaria. (2019)
- Senda poética Transoceánica. Tetralogía en Homenaje a la Madre Tierra. Colección POETAP (2022). Tomo I
- Senda poética Transoceánica. Tetralogía en Homenaje a la Madre tierra. Colección POETAP (2022). Prólogo del tomo II
- Antología de poetas participantes en el Homenaje a la poeta mexicana Dolores Castro. Traducción al griego: Stelios Karayanis. Coordinación: Santos Velázquez.
- EROSione/EROSión, antología poética de la autora. Traducción al italiano por Emilio Coco, editada y distribuida por Rafaelli Editores (Italia) 2023

### Didáctica
- Llingua Asturiana y práutica simulativa na EXB, en la colección Estaya Pedagóxica. Oviedo A.LL.A (1989).
- El teatru nes clases de llingua, en la colección Estaya Pedagóxica (Coautora). Oviedo. A.LL.A. (1992).
- Cuélebre, Libro de texto para alumnos de 3ᵘ de Primaria. Mieres Editora Norte(1995). (Coautora)
- Cuélebre, Libro de texto para alumnos de 4ᵘ de Primaria. Mieres. Editora Norte. (1995). (Coautora).
- Guía Didáutica para profesores. Cuélebre. (1997). Mieres. Editora Norte. (Coautora)
- Castrillón. Conocemos el conceyu. Construcciones populares.(1999). Colección Abogaderu. Patronato Municipal de Cultura de Castrillón.
- Averamientu a la vida y obra de José de Villalaín Fernández. (2001). Colección Abogaderu. Patronato Municipal de Cultura de Castrillón.
- "Enseñanza del Asturiano y Política Llingüística". Enseñances Llingüístiques y Competencies Educatives. En González Riaño (Coor). (2001): A.Ll. A.
- Averamientu a la vida y obra de Daniel G-Nuevo Zarracina. (2002). Colección Abogaderu. Patronato Municipal de Cultura de Castrillón.
- Averamientu a la vida y obra d'Eduardo González Herpers. (2003). Colección Abogaderu. Patronato Municipal de Cultura de Castrillón.
- Las Escuelas del Ave María de Arnao. (2004). Piedras Blancas. Patronato Municipal de Cultura de Castrillón.
- Rede 1 (2004) Libro de Testo de Llingua Asturiana para 1ᵘ de ESO. Coautora.
- Recursos Didáuticos (2004): Guía del profesor de Rede 1. Coautora.
- Rede2 (2005): Llibru de testu pa 2ᵘ de E.S.O. Coautora.
- Recursos Didáuticos (2005): Guía del profesor de Rede 2. Coautora.
- Foro por la Escuela Pública (Coautora) Valle del Nalón. 2006

### Trabajos de investigación
- Romances en La Degollada (Valdés) y Las Tabiernas (Tinéu) (1989) Lletres Asturianes, nᵘ34. A.LL.A.
- Rellumos Folclóricos de Occidente (1989). Lletres Asturianes, nᵘ35.
- La yerba en Castrillón (1997) en Cultures. Nᵘ7. Academia de la Llingua Asturiana.
- El Samartín en Castrillón Cultures (1999). Nᵘ9. Academia de la Llingua Asturiana.
- La Matada en La Degollada (Valdés) (1999). Cultures. Nᵘ9. Academia de la Llingua Asturiana.
- L'espaciu agrariu en La Degoḷḷada (Valdés) (2002). Cultures. Nᵘ11. Academia de la Llingua Asturiana.
- L'espaciu agrariu en Castrillón (2002). Cultures. Nᵘ11. Academia de la Llingua Asturiana.
- La sidra en Castrillón (2004): Cultures. Nᵘ11. Academia de la Llingua Asturiana.
- Lleendas y otros aspectos máxicos nel floclor de Castrillón (2006) Colección Abogaderu. Patronato Municipal de cultura de Castrillón.
- Toponimia de la Parroquia de La Montaña. Uviéu ALLA (2006)
- Las fiestas en la parroquia de la Montaña (Valdés) (2007) Cultures. Nᵘ15 . Academia de la Llingua Asturiana.
- Salones de Baille en Castrillón (2010) Colección Abogaderu. Patronato Municipal de Cultura de Castrillón.

### Periódicos y revistas
- Colaboradora habitual en La Nueva España. (Edición de Avilés y edición de Occidente), desde mayo de 2002, en la sección de opinión, en el Especial Semanal dedicado a Avilés, y en el especial de LNE “La Nueva Quintana”
- Lletres Asturianes (Academia de la Llingua Asturiana)
- Página de educación de La Voz de Asturias
- Revista virtual Literarte de Buenos Aires.
- La enseñanza de la llingua en Castrillón, El Taller muséu El Sablón, Mitos y lleendes nel folclore de Castrillón y El Muséu del Maxín (Patronato Municipal de Cultura de Castrillón)
- Revista Náyade, colaboración literaria. nᵘ, (2003).
- Revista Reciella Malory de Lliteratura (2005)
- Periódico La Voz de Occidente, Espacio Cultura. y opinión en varios números
- Periódico El Eco de Luarca. En varios números.
- Revista L’alborcer (De la Asociación Cultural L’Alborcer de Castrillón). En varios números.

### Traducciones
- Yo estaba allí María Esther García López  (2016)
- Trilogía al Hórreo. Varios autores. Editorial Pata Negra. Trilogía al Horru (2021)
- Amor y deseo en tiempos virales. María Esther García López  (2022)
- La sidra: Varios autores. Editorial Pata Negra (2022)
- Mitología asturiana, J.C. Álvarez Cabrero. Varios autores. Editorial Pata Negra. (2023)

## Premios
2005
- Homenaje en Luarca de la Asociación de mujeres “Valdés Siglo XXI” por su labor como escritora e investigadora y por su trabajo en torno a la recuperación de la Lengua y Cultura Asturiana y la defensa de los derechos de la mujer.

2007
- Premio Uviéu de Poesía, en su primera edición, con el poemario Pisadas.
- Ganadora del premio de relato corto Fernández Lema con el relato Performance.
- Premio “Xosé Álvarez” de relato corto convocado por el Centro Asturiano de Madrid.
- “Urogallo de Bronce”, galardón que otorga el Centro Asturianu de Madrid.[2]

2009
- Premio “León Delestal” Centro Asturiano de Madrid con el relato La boda.

2015
- Tercer Premio de poesía “Andén” con motivo del Día Internacional de la Mujer.
- Galardón “Amiga de la Biblioteca Joaquín Rodríguez de Ḷḷuarca”.
- “Vaqueira de Honor” del Festival Vaqueiro y de la Vaqueirada.
- Premio "Timón" a la trayectoria literaria.

2017
- El Ayuntaminto de Valdés le dedica el Día del Ḷḷibru de Ḷḷuarca.
- Poetisa del Alba en la Alborada de Candás.[3]

2022
- Doctora Honoris Causa, recibido en el Ateneo de Madrid, avalado  por seis Universidades  y once Instituciones hispanoaméricanas y Europeas.[4]
- Hórreo de Oro, otorgado por la Asociación  el Hórreo  de Barcia (Valdés)[5]
- Urogallo Especial con Mención Honorífica otorgado por el Centro Asturiano de Madrid.[6]

2023
- Doctorado Nobilis Causa por el Movimiento Proyecto Cultural Sur

2024
- Premio Fernán Coronas de poesía